# Rudtjärnarna (Älvsby socken, Norrbotten, 729721-171342)
Rudtjärnarna är en sjö i Älvsbyns kommun i Norrbotten och ingår i Piteälvens huvudavrinningsområde.